# Усоос
Усоос (также Усой, Усос; др.-греч. Οὔσωος) в финикийской мифологии — бог-мореплаватель и бог-охотник, основатель знаменитого древнего города Тир (на территории современного Ливана). Упоминается в трудах финикийского историка Филона Библского.
Существует две версии основания Усоосом города: по первой, Усоос подплыл к острову на бревне и водрузил два менгира, оросив их кровью жертвенных животных. По другой версии, на острове были две скалы, а между ними — маслина, на которой сидел орел. Остров плавал по волнам и должен был остановиться, когда кто-либо приплывёт к нему и принесет в жертву орла — что и сделал мореплаватель Усоос, после чего остров прикрепился ко дну.
Усой иногда отождествляется с библейским Исавом.